# Vályog
A vályog olyan törmelékes üledék, amely szemcseméret-összetétel szerint megközelítőleg azonos mennyiségben agyagból, iszapból és homokból áll (jellemzően 40-40-20% arányban).
A vályogon képződött talaj a legkedvezőbb termőképességű talajok közé tartozik. A homokos talajokhoz képest nagyobb mennyiségű vizet képes megtartani, ezzel együtt az agyagos és iszapos talajoknál nagyobb arányban tudja azt a növények számára hozzáférhető formában tározni. Ezen kívül általában nagyobb tápanyag- és humusztartalommal is rendelkezik, mint más talajok.
A szedimentológiai és talajtani terminológia a szemcseméret szerinti összetétel szerint több átmeneti típust különít el a vályog és a három alaptípus (agyag, iszap, homok) között: agyagos vályog, iszapos-agyagos vályog, iszapos vályog, homokos-agyagos vályog, homokos vályog, vályogos homok.

## A vályogtalajok vízháztartása
A vályogos talajtextúra vízháztartása a termőképesség szempontjából jóval kedvezőbb az agyagoshoz és a homokoshoz képest, mivel maximális vízkapacitásának jóval nagyobb része esik a növények számára felvehető, egyben hosszú távú vízmegtartással is jellemezhető kapilláris és kapilláris-gravitációs vízkapacitás tartományába.
Az agyagos textúrájú talajok maximális vízkapacitása a legnagyobb (kb. 55%), azonban ennek nagy része az adszorpciós vízkapacitásból származik (kb. 30%), ami azt jelenti, hogy a víz nagy része, a nagy fajlagos felület miatt, a szemcsék felszínén van megkötve, amit a növények nem képesek felvenni. Az agyagtalajok további hátránya, hogy viszonylag nehezen szánthatók. A homokos textúrájú talajok maximális vízkapacitása a legkisebb (kb. 40%), és ennek is legnagyobb része a gravitációs vízkapacitáshoz tartozik (kb. 25%), ami azt jelenti, hogy a víz nagy része nem képes megkötődni, és hosszabb távra eltározódni, hanem gyorsan elszivárog, így a növények számára hozzáférhetetlenné válik. Ezzel szemben a vályogtalajok maximális vízkapacitásának (kb. 50%) nagy részét a kapilláris vízkapacitás és a kapilláris-gravitációs vízkapacitás teszi ki, ami együtt kb. 30%-ot jelent. A vályogtalajokhoz tulajdonságaikban leginkább hasonlítanak az iszapos talajok (például löszös talaj), de általában ezek is alulmaradnak a növények számára hasznos vízkapacitás (kb. 25%) tekintetében. Az agyagtalajok esetében ez 20%, homoktalajok esetében 10%.
A különböző talajtextúrák hozzávetőleges vízkapacitás-értékeit (térfogatszázalék) a következő táblázat mutatja:
| Talajtextúra                        | Agyag | Vályog | Iszap | Homok |
| Gravitációs vízkapacitás            | 5%    | 10%    | 10%   | 25%   |
| Kapilláris-gravitációs vízkapacitás | 5%    | 10%    | 10%   | 5%    |
| Kapilláris vízkapacitás             | 15%   | 20%    | 15%   | 5%    |
| Adszorpciós vízkapacitás            | 30%   | 10%    | 10%   | 5%    |
| Maximális vízkapacitás              | 55%   | 50%    | 45%   | 40%   |

## A vályog felhasználása építőanyagként
A vályogot növényi rostokkal (például szalmával) keverve évezredek óta használják építőanyagként. A vályogból készült vályogtégla a világ egyik legrégebben használt építőanyaga, amit ma is világszerte, széles körben alkalmaznak. Sikerét az alapanyagok elérhetőségének, egyszerű felhasználásának és időtállóságának köszönheti.